# Luftvärnsvärnskanonvagn m/43
Il Luftvärnsvärnskanonvagn m/43 o Lvkv fm/43 era un semovente antiaereo svedese

## Storia

### Sviluppo
Durante la seconda guerra mondiale gli Alleati detennero costantemente al superiorità aerea e quindi concentrarono le loro risorse sullo sviluppo di veicoli corazzati da combattimento, trascurando i semoventi antiaerei. Invece la situazione era diversa per i tedeschi e la Svezia, le cui unità corazzate erano vulnerabili dal cielo.
L'organigramma della nuova brigata corazzata modello 1943 prevedeva una robusta dotazione di semoventi antiaerei, con ben 42 semoventi da 20 mm previsti per ogni unità. Nel 1943 venne commissionato alla AB Landsverk lo sviluppo di un veicolo sperimentale; non venne presentato nessun prototipo ma a marzo 1945 vennero ordinati direttamente 17 mezzi equipaggiato con torrette Bofors.

### Produzione

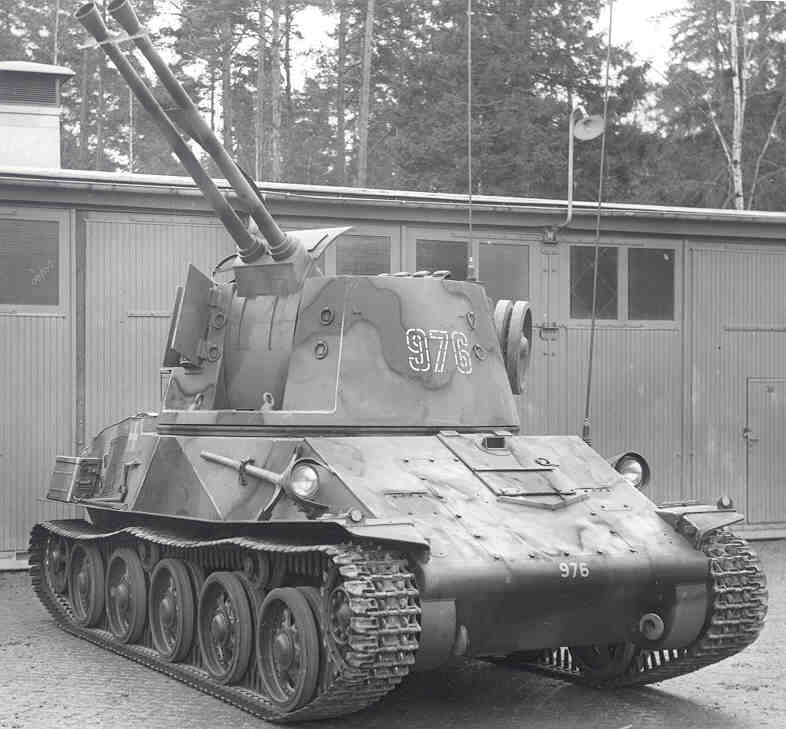

Le consegne dei primi mezzi iniziarono dopo la fine della guerra, nel 1947. Fu subito chiaro che il veicolo presentava grossi problemi. I cingoli erano troppo stretti per un mezzo significativamente più pesante dello Strv m/40K, che di conseguenza tendevano ad affondare ed erano soggetti a frequenti rotture. A partire dal 1948 i mezzi uscirono di fabbrica con nuovi cingoli, più larghi, con maglie asimmetriche allargate sul bordo esterno. Inoltre le 7 tonnellate in più rispetto al carro resero il semovente sottopotenziato motoristicamente, cui lo Scania da 160 hp consentiva una velocità di soli 36 km/h. Il mezzo si dimostrò anche difficile da controllare, poiché all'allungamento dello scafo non era corrisposto un aumento della larghezza.

### Impiego operativo
Il Lvkv fm/43 venne fornito alle brigate corazzate per difendere le formazioni di carri armati dagli aerei avversari. Secondo l'organigramma del 1943 ogni brigata disponeva di due plotoni antiaerei su tre semoventi ciascuno. Ogni plotone era assegnato ad un battaglione corazzato. L'ordinamento del 1949 raddoppiò il numero di brigate, ognuna delle quali ricevette quindi un solo plotone su tre Lvkv fm/43. Questa dotazione era decisamente troppo piccola per proteggere un'intera brigata. Venne pianificata la sostituzione del mezzo con fino a 275 nuovi semoventi antiaerei, che però non si concretizzò mai a causa di problemi progettuali e mutamenti economici.

### Sviluppi successivi
Tra il 1950 ed il 1951 venne condotto un programma di aggiornamento del Lvkv fm/43. I motori Scania-Vabis vennero sostituiti con il due volte più potente Maybach, ottenuto dalla Germania dopo la guerra, che portò la velocità massima a 55 km/h. Nella torretta venne aggiunta un'appendice posteriore per fare posto all'installazione di una radio Ra 400. Nonostante anche altre piccole modifiche, il veicolo non si dimostrò mai pienamente soddisfacente, limitato anche dagli organi di mira solo ottici che ne limitavano l'utilizzo in condizioni meteo avverse.
La riorganizzazione delle brigate corazzate del 1963 non comprendeva in organico il Lvkv fm/43 ed i semoventi furono definitivamente ritirati dal servizio nel 1969.

## Tecnica
Il veicolo era basato sullo scafo del carro armato leggero Strv m/40K, con treno di rotolamento allungato di una ruota, utilizzato per il Luftvärnskanonvagn L-62 Anti II, esportato in Finlandia e prodotto su licenza in Ungheria come 40M Nimród. La torretta, a cielo aperto, era armata con un cannone automatico binato 40 mm luftvärnsautomatkanon m/36 L/60, caratterizzato da una cadenza di tiro di 120 colpi/minuto ed una riserva di bordo di 326 colpi. Il sistema di movimentazione idraulico brandeggiava su 360° in 7 secondi. Nel 1943, all'inizio della produzione, il Lvtv fm/43 era probabilmente il semovente con la migliore torretta antiaereo al mondo.